# Cypturus perroti
Cypturus perroti är en skalbaggsart som beskrevs av Cooman 1941. Cypturus perroti ingår i släktet Cypturus och familjen stumpbaggar. Inga underarter finns listade i Catalogue of Life.